# Praefectus Vigilum
Il Praefectus Vigilum (lat. Prefetto dei Vigili) era, durante l'Impero Romano, un funzionario imperiale, comandante dei vigiles della città di Roma e ufficiale preposto alla sorveglianza notturna della città; il suo compito era di sovrintendere all'ordine pubblico cittadino e prevenire e affrontare gli incendi; aveva perciò attribuzioni di polizia entro la sua sfera di competenza.

## Istituzione e competenze
La Praefectura Vigilum venne istituita da Augusto nel 6 d.C. per la sorveglianza e la sicurezza della città. Le sue competenze vennero di nuovo tratte tra quelle proprie degli edili. Tra queste, il praefectus vigilum aveva la giurisdizione civile e penale, come il prefetto dell'annona, e giudicava personalmente nelle controversie legate alle locazioni. Il processo di giudizio era anche per lui quello della cognitio extra ordinem, introdotta proprio dal princeps Augusto, in luogo delle quaestiones perpetuae, e sempre sottoposta al suo controllo. Venivano da lui giudicati perlopiù i crimini minori compiuti durante la notte (in genere gli imputati erano ladri e vagabondi); per i crimini di maggiore scalpore ed importanza, ancorché commessi di notte, aveva competenza il praefectus urbi. Tra i vigiles sottoposti al praefectus vigilum, compresi i subpraefecti al comando delle sezioni, erano arruolati anche i liberti, che non avevano alcun addestramento militare. Non era un incarico particolarmente prestigioso, anche se era destinato alla carica equestre. Era più una carica di passaggio, che contribuiva a far conoscere e crescere di importanza il soggetto in attesa di un incarico superiore e più redditizio.

## Lista dei Prefetti dei vigili conosciuti
- Cornelio Lacone (44)[1]
- Decrio Calpurniano (?-48)[2]
- Leliano (?-54)[3]
- Anneo Sereno (dopo il 54)
- Gaio Ofonio Tigellino (?-62)
- Quinto Nevio Cordo Sutorio Macrone (?-31)
- Gneo Ottavio Titinio Capitone (sotto Traiano)
- Tito Furio Vittorino (?-158)
- Marco Basseo Rufo (?-167)
- Gaio Flavio Plauziano (193-197)
- Publio Elio Apollinare (250/400)
- Faltonio Restituziano (244)
- Lucio Petronio Tauro Volusiano (259)
- Giulio Placidiano (269)
- Aurelio Massimiliano (300/350)
- Giulio Antioco (313-319)
- Postumio Isidoro (324/337)
- Rupilio Pisoniano (333/337)
- Flavio Massimo (367/375)